# Erik Justander
Erik Justander, född omkring 1623 i Åbo, Sverige (nu Finland), död 10 november 1678 i Virmo, Sverige (i dagens Finland), var en skald och översättare. Han var farfar till lantmätaren Johan Justander.
Justander blev 1653 filosofie magister i Åbo och utnämndes 1655 till poeseos professor vid Kungliga Akademien i Åbo. Han författade två gratulationskväden på finska språket med de latinska titlarna Gratulatio tavast-runico-rythmica, med anledning av Viborgs kyrkas invigning 1664, och Gratulatio tavast-runico-finnonica, tillägnad Anders Michaelsson Pacchalenius. Justander översatte från 1655 till finska språket ett större antal kungliga förordningar liksom kungörelser, utfärdade av guvernörsämbetet i Åbo och generalguvernörsämbetet i Finland. Han utnämndes 1667 till kyrkoherde i Virmo.